# Nomada vitticollis
Nomada vitticollis là một loài Hymenoptera trong họ Apidae. Loài này được Cresson mô tả khoa học năm 1878.